# Lyriothemis
Genre
Lyriothemis est un genre de libellules dans la famille des Libellulidae appartenant au sous-ordre des anisoptères dans l'ordre des odonates. On les trouve dans le sud-est de l'Asie. Il arrive que les membres de ce genre laissent leurs œufs dans des crevasses remplies d'eau et dans les trous des arbres ainsi que dans des branches tombées. Le genre comprend quinze espèces.

## Espèces du genreLyriothemis
- Lyriothemis acigastra (Selys, 1878)
- Lyriothemis biappendiculata (Selys, 1878)
- Lyriothemis bivittata (Rambur, 1842)
- Lyriothemis cleis Brauer, 1868
- Lyriothemis defonsekai van der Poorten, 2009
- Lyriothemis elegantissima Selys, 1883
- Lyriothemis eurydice Ris, 1909
- Lyriothemis hirundo Ris, 1913
- Lyriothemis latro Needham & Gyger, 1937
- Lyriothemis magnificata (Selys, 1878)
- Lyriothemis meyeri (Selys, 1878)
- Lyriothemis mortoni Ris, 1919
- Lyriothemis pachygastra (Selys, 1878)
- Lyriothemis salva Ris, 1927
- Lyriothemis tricolor Ris, 1919